# Eurozoom
 (juin 2019).
Eurozoom est un distributeur de cinéma indépendant français fondé en 1997. Il est spécialisé dans la distribution de longs-métrages d'animation japonaise.

## Histoire
Eurozoom est un distributeur de cinéma indépendant créé le 30 décembre 1997. La société cherche à faire connaître des nouveaux talents en mettant sur grand écran des films de tous genres. Elle cherche particulièrement à promouvoir les films des univers de la culture de l'animation japonaise.

## Filmographie partielle
Sauf indication contraire, les informations mentionnées dans cette section peuvent être confirmées par la base de données cinématographiques IMDb,  présente dans la section « Liens externes ».
La société a distribué 183 films en France en 2019.

### Films d'animation japonais
- Totto-chan la petite fille à la fenêtre (2024)
- Détective Conan : L'Étoile à un million de dollars (2024)
- Blue Gigant (2023)
- Détective Conan : Le Sous-marin noir (2023)
- Look Back (2023)
- Suzume (2022)
- Détective Conan : La Fiancée de Shibuya (2022)
- Le château solitaire dans le miroir (2022)
- Break of Dawn (2022)
- Goodbye Don Glees (2022)
- Détective Conan : La Balle écarlate (2021)
- La chance sourit à madame Nikuko (2021)
- Violet Evergarden, le film (2020)
- Josée, le tigre et les poissons (2020)
- On-Gaku : Notre rock ! (2020)
- Promare (2019)
- 7 jours (2019)
- Lupin III: The First (2019)
- Les Enfants de la mer (2019)
- Les Mondes parallèles (2019)
- Okko et les Fantômes (2018)
- Liz et l'Oiseau bleu (2018)
- Mazinger Z Infinity (2017)
- Lou et l'île aux sirènes (2017)
- Fireworks (2017)
- Hirune hime, rêves éveillés (2017)
- Sword Art Online: Ordinal Scale (2017)
- Your Name. (2016)
- Boruto : Naruto, le film (2015)
- Hana et Alice mènent l'enquête (2015)
- Miss Hokusai (2015)
- Naruto the Last, le film (2014)
- L'Île de Giovanni (2014)
- Ghost in the Shell Arise: Border 2 - Ghost Whisper (2013)
- Patéma et le monde inversé (2013)
- Budori, l'étrange voyage (2012)
- One Piece : Z (2012)
- After School Midnighters (2012)
- Les Enfants loups, Ame et Yuki (2012)
- Colorful (2010)
- One Piece: Strong World (2009)
- Summer Wars (2009)
- La Traversée du temps (2006)

### Films d'animations des autres pays
- L'Île (2021)
- Spycies (2020)
- Buñuel après l'âge d'or (2019)
- Nelly et Simon: Mission Yéti (2017)
- Psiconautas (2015)
- Cafard (2015)
- Sita chante le blues (2008)

### Films
- Renoir (2025)
- Fanon (2025)
- Vers un pays inconnu (2024)
- Laissez-moi (2024)
- Desert of Namibia (2024)
- Sakra, la légende des demi-dieux (2023)
- Si seulement je pouvais hiberner (2023)
- Creation of the Gods I (2023)
- Pas un mot (2023)
- Plan 75 (2022)
- N'oublie pas les fleurs (2022)
- Employé/patron (2021)
- Hinterland (2021)
- Next door (2021)
- Women Do Cry (2021)
- Le braquage du siècle (2020)
- Dream Horse (2020)
- Ip Man 4 (2020)
- Au bout du monde (Tabi no owari, sekai no hajimari) (2019)
- Retour de flamme (2018)
- Tokyo Fiancée (2014)
- Felicidad (2014)
- Fin de partie (2014)
- Entre deux mondes (2014)
- Sous la ville (2011)
- Death Note 2 (2006)
- Death Note (2006)

### Documentaires
- Never-Ending Man: Hayao Miyazaki (2016 TV Special)
- Sababou, l'espoir (2013)
- Les histoires qu'on raconte (2012)
- Le Concours de danse (2011)
- Picture me, le journal vérité d'un top model (2009)